# Шлек, Анди
Анди Раймонд Шлек (люкс. Andy Raymond Schleck, род. 10 июня 1985 в Люксембурге) — люксембуржский профессиональный шоссейный велогонщик. Выступал вместе со своим старшим братом, Франком Шлеком, в команде Team Leopard-Trek. Их отец, Джонни Шлек, также был профессиональным велогощиком.
В 2007 году Анди Шлек стал победителем в молодёжной номинации на Джиро д’Италия. В 2008, 2009 и 2010 годах он становился лучшим молодым гонщиком Тур де Франс.
В 2010 году на Тур де Франс занял второе место, проиграв Альберто Контадору лишь 39 секунд в генеральной классификации. Однако позднее Контадор был дисквалифицирован из-за обнаружения в его допинг-пробе запрещённого вещества и в феврале 2012 года победу отдали Анди Шлеку.

## Победы
2004
 Чемпионат Люксембурга, групповая гонка среди мужчин до 23 лет
 Чемпионат Люксембурга, гонка с раздельным стартом среди мужчин до 23 лет
 Флеш дю Сюд
2005
 Чемпионат Люксембурга, гонка с раздельным стартом
2006
 Горная классификация Тура Британии
3-й и 5-й этапы Тура Саксонии
2007
 Молодёжная классификация Джиро д’Италия
2008
 Молодёжная классификация Тур де Франс
2009
 Чемпионат Люксембурга, групповая гонка
Льеж — Бастонь — Льеж
2-й этап Тура Люксембурга
 Молодёжная классификация Тур де Франс
2010
 Чемпионат Люксембурга, гонка с раздельным стартом
 Тур де Франс (после дисквалификации победителя)
 Молодёжная классификация, 8-й и 17-й этапы Тур де Франс
2011
- 18-й этап Тур де Франс

## Выступления в Гранд Туре
| Многодневка     | 2007 | 2008 | 2009 | 2010 | 2011 |
| --------------- | ---- | ---- | ---- | ---- | ---- |
| Джиро д’Италия  | 2    |      |      |      |      |
| Тур де Франс    |      | 12   | 2    | 1*   | 2    |
| Вуэльта Испании |      |      | НФ   | НФ   |      |

НФ = не финишировал